# Francesc Sanxo Sagaz
Francisco Sancho Sagaz.(Palma, 1887-1941). Metge mallorquí.
Va estudiar a l'Institut de Palma. Llicenciat en medicina per la Universitat de Barcelona (1909), dugué a terme un curset d'especialització radiològica a París el 1913, a la Fundació Chaptal. Va obrir un gabinet de Radiografia i fisioteràpia amb Bartomeu Vanrell Camps (Lloret, 1890-Palma, 1935). Va ser president del Col·legi de Metges de les Balears de 1930 a 1935. En el Col·legi de Metges pronuncià la conferència "Resultats de la radioscòpia profunda", després de més de 10 anys d'aplicació d'aquestes tècniques. Va representar el Col·legi de Metges de les Balears en el VII Congrés dels Metges de Llengua Catalana, celebrat el 1932 a Palma. Formà part de l'equip de col·laboradors de la revista "Medicina Catalana". El juny de 1936 va signar la Resposta als Catalans.